# Lea Sophie Friedrich
Lea Sophie Friedrich (Dassow, 7 januari 2000) is een Duitse baanwielrenster.

## Carrière
Ze is goed in de sprintonderdelen, de sprint, teamsprint, keirin en de 500 meter tijdrit. Friedrich won in 2019 een zilveren medaille tijdens de Europese kampioenschappen baanwielrennen op de teamsprint en de keirin. Tijdens de Wereldkampioenschappen baanwielrennen van 2020 in Berlijn won ze de 500 meter tijdrit en samen met Emma Hinze en Pauline Grabosch de teamsprint.
In augustus 2021 nam ze namens Duitsland deel aan de Olympische Zomerspelen 2020 in Tokio; samen met Emma Hinze won ze zilver op de teamsprint. Eveneens in 2021 won ze drie gouden medailles op het wereldkampioenschap in Roubaix en één zilveren. In 2022 won ze voor het eerst sinds 2019 medailles op het Duits kampioenschap, dit was bij de keirin, sprint en de 500 meter tijdrit. Ook in 2022 won ze gouden medailles op het Europees kampioenschap en wereldkampioenschap, bij beide kampioenschappen op de onderdelen keirin en teamsprint. Een jaar later, in 2023, werd ze voor de derde keer Europees kampioen bij de keirin en voor de vierde maal wereldkampioen op het onderdeel teamsprint. De teamsprint reed ze in alle gevallen met Emma Hinze en Pauline Grabosch.

## Belangrijkste uitslagen
| Jaar        | DK                                          | EK                                          | WK                                          | Overige                          |            |
| Als junior  | Als junior                                  | Als junior                                  | Als junior                                  | Als junior                       | Als junior |
| ----------- | ------------------------------------------- | ------------------------------------------- | ------------------------------------------- | -------------------------------- | ---------- |
| 2017        | sprint · keirin · 500m tijdrit · teamsprint | sprint · 500m tijdrit · teamsprint          | 500m tijdrit · teamsprint · sprint          |                                  |            |
| 2018        | sprint · keirin · 500m tijdrit · teamsprint |                                             | sprint · keirin · 500m tijdrit · teamsprint |                                  |            |
| Als belofte |                                             |                                             |                                             |                                  |            |
| 2019        |                                             | keirin · 500m tijdrit · sprint              |                                             |                                  |            |
| 2020        |                                             | sprint · teamsprint · 500m tijdrit · keirin |                                             |                                  |            |
| Als elite   |                                             |                                             |                                             |                                  |            |
| 2018        | teamsprint                                  |                                             |                                             |                                  |            |
| 2019        | sprint · keirin · 500m tijdrit              | keirin · teamsprint · sprint                |                                             |                                  |            |
| 2020        |                                             |                                             | teamsprint · 500m tijdrit                   |                                  |            |
| 2021        |                                             | keirin · sprint · teamsprint                | keirin · teamsprint · 500m tijdrit · sprint | OS Tokio: · teamsprint           |            |
| 2022        | keirin · sprint · 500m tijdrit              | keirin · teamsprint                         | keirin · teamsprint · sprint                |                                  |            |
| 2023        | sprint · 500m tijdrit                       | keirin · sprint · teamsprint                | teamsprint · sprint · keirin · 500m tijdrit | Berlijn: · sprint                |            |
| 2024        |                                             | keirin · teamsprint · sprint                |                                             | OS Parijs: · sprint · teamsprint |            |
| 2025        |                                             | teamsprint                                  |                                             |                                  |            |